# Jesper Nøddesbo
Jesper Brian Nøddesbo (Herning, Danska, 23. listopada 1980.) je danski rukometaš i nacionalni reprezentativac. Igra na poziciji pivota a trenutno nastupa za domaći Silkeborg.
Nøddesbo je rukomet počeo igrati u klubu Hauge GIF. Nakon toga je pet godina nastupao za Team Tvis Holstebro dok 2004. prelazi u KIF Kolding s kojim je osvojio dva danska prvenstva i dva kupa dok je 2006. bio najbolji strijelac lige.
Zbog toga ga je 2007. kupila španjolska Barcelona s kojom je 2011. osvojio dvostruku krunu, odnosno španjolsko prvenstvo i EHF Ligu prvaka.
Osim na klupskom, Jesper Nøddesbo je bio uspješan i na reprezentativnom planu. Prvi trofej bila je bronca na europskom prvenstvo 2006. u Švicarskoj dok je na sljedećem europskom prvenstvu 2008. u Norveškoj, Nøddesbo kao član danske reprezentacije osvojio europski naslov.
Od trofeja na svjetskoj smotri, tu su po jedno srebro (Švedska 2011.) i bronca (Njemačka 2007.).
S Danskom je 2013. godine osvojio srebro na svjetskom prvenstvu u Španjolskoj. Španjolska je u finalu doslovno ponizila Dansku pobijedivši s 35:19. Nikada nijedna momčad nije izgubila s toliko razlikom kao Danci čime je stvoren novi rekord u povijesti finala svjetskog rukometnog prvenstva.
Posljednji veći uspjeh je osvajanje olimpijskog zlata u Riju 2016.

## Vanjske poveznice
- Profil igrača na web stranicama FC Barcelone  Arhivirana inačica izvorne stranice od 27. studenoga 2010. (Wayback Machine)